# Thyrsanthella difformis
Thyrsanthella difformis là một loài thực vật có hoa trong họ La bố ma. Loài này được (Walter) Pichon miêu tả khoa học đầu tiên năm 1948.